# Ambylgnathus subtinctus
Ambylgnathus subtinctus är en skalbaggsart som beskrevs av Leconte. Ambylgnathus subtinctus ingår i släktet Ambylgnathus och familjen jordlöpare. Inga underarter finns listade i Catalogue of Life.